# Julius Müller (Lehrer)
Julius Müller (* 7. Mai 1857 in Kottwil, Kanton Luzern; † 28. Mai 1917 in Zürich) war ein Schweizer Lehrer sowie Meteorologe und Klimatologe; er gilt als Erfinder des Schweizer Systems, einer Turnierform, die vor allem beim Schachspiel Anwendung findet.

## Leben und Werk
Julius Müller besuchte in Willisau die Kantonale Mittelschule und in Luzern das Gymnasium. An der Universität Darmstadt studierte er fünf Semester vorwiegend Mathematik und Naturwissenschaften. Während des Studiums wurde sein Interesse an der Meteorologie geweckt. Ab 1880 bis zu seinem Tod unterrichtete Müller an der Bezirksschule in Brugg naturwissenschaftliche Fächer und Geographie. Müller war sprachbegabt und reiste, auch für längere Aufenthalte, immer wieder ins Ausland.
Müller wurde 1888 an der Universität Bern mit einer Arbeit über Die jährliche Periode des atmosphärischen Niederschlages in der Schweiz promoviert. Seine Studien kamen vor allem in der Agrarmeteorologie zu Anwendung. Müller war Mitglied in der Aargauischen Naturforschenden Gesellschaft.
1895 entwickelte Müller ein Wettkampf-Format/Paarungssystem für Sportveranstaltungen, das unter dem Begriff Schweizer System bekannt ist.

«Erfunden haben das Schweizer System die Schweizer – deswegen heißt es so. Genau genommen war es aber nur ein Schweizer – Dr. Julius Müller. Das System könnte also auch Müller-System heißen.»